# Hjärter i trumf
Hjärter i trumf (engelska: Reckless) är en amerikansk långfilm från 1935 i regi av Victor Fleming, med Jean Harlow, William Powell, Franchot Tone och May Robson i rollerna.

## Handling
Mona Leslie (Jean Harlow) är en bekymmersfri Broadwaystjärna. När hon hamnar i knipa kommer familjens vän, sportpromotern Ned Riley (William Powell), och betalar hennes borgen. Ned älskar Mona men vågar inte riktigt erkänna det för sig själv eller för henne. Under bisarra omständigheter uppträder Mona i en välgörenhetsgala, bara för att inse att den enda mannen i publiken är beundraren Bob Harrison (Franchot Tone). Bob friar till Mona, men hans överklassfamilj är inte alls benägen att släppa in en simpel showflicka i sin innersta krets.

## Rollista
| Jean Harlow       | – Mona Leslie           |
| William Powell    | – Ned Riley             |
| Franchot Tone     | – Robert Harrison Jr.   |
| May Robson        | – 'Granny' Leslie       |
| Ted Healy         | – Smiley                |
| Nat Pendleton     | – Blossom               |
| Rosalind Russell  | – Josephine 'Jo' Mercer |
| Henry Stephenson  | – Överste Harrison Sr.  |
| Nina Mae McKinney | – Sångerska             |
| Man Mountain Dean | – Sig själv             |
| Mickey Rooney     | – Tidningsbud           |

## Produktion
Historien skrevs av producenten David O. Selznick under pseudonymen Oliver Jeffries. Manuset byggde delvis på historien om det tragiska äktenskapet mellan sångerskan Libby Holman och den rika arvingen Zachary Smith Reynolds som slutade med att Reynolds tog sitt eget liv.
Filmen hade ursprungligen titeln Woman Called Cheap och Joan Crawford skulle spela den kvinnliga huvudrollen. En vecka innan inspelningen började ersattes Crawford av Harlow då producenten Selznick trodde att den romans Powell och Harlow hade utanför duken skulle hjälpa med publiciteten. Harlow var nervös med att ta rollen då hennes make Paul Bern hade tagit livet av sig precis som Monas make gör i filmen.

## Mottagande
Filmen blev en publiksuccé.

## Musik
Jean Harlows röst dubbades över av sångerskan Virginia Verrill. Harlow sjöng dock huvudspåret vid en radiosändning i januari 1935.
1. "Reckless" - Virginia Verrill
2. "Trocadero" - Virginia Verrill och Allan Jones
3. "Ev'rything's Been Done Before" - Allan Jones
4. "Hear What My Heart Is Saying" - Virginia Verrill